# Ludomir Sedlaczek-Komorowski
Ludomir Sedlaczek-Komorowski (ur. 31 sierpnia 1903 we Lwowie, zm. 16 lutego 1972 w Krakowie) – polski lekarz psychiatra, antropolog.
Był synem Wiktora (właściciela sklepu z materiałami tekstylnymi w Kołomyi) i Filipiny z Dominikowskich (używała również imienia Felicja), młodszym bratem instruktora harcerskiego Stanisława Sedlaczka. Rodzina ojca przybyła do Galicji z Moraw w XIX wieku. Po adopcji przez Kazimierza Komorowskiego (emerytowanego dyrektora Składów Krajowych w Krakowie) używał od stycznia 1929 nazwiska podwójnego Sedlaczek-Komorowski.
Uczęszczał do gimnazjów lwowskich i krakowskich, w 1921 zdał maturę w VII gimnazjum realnym w Krakowie. W 1918 i 1920 zgłaszał się ochotniczo do walk w obronie Lwowa, ale nie był przyjmowany ze względu na stan zdrowia. Studiował na Wydziale Filozoficznym i Lekarskim Uniwersytetu Jagiellońskiego, w 1927 został doktorem filozofii w dziedzinie antropologii (praca Dregowiczanie. Studium antropologiczne. Przyczynek do paleontologii Białej Rusi), w 1932 doktorem wszech nauk lekarskich. W latach 1923–1928 był asystentem, a 1928-1935 starszym asystentem w Zakładzie Antropologii Uniwersytetu Jagiellońskiego. Odbywał podróże naukowe (Czechy, Austria, Niemcy), badał pod względem antropologicznym szczątki Bolesława Chrobrego i Józefa Bema; w latach 1934-1935 uczestniczył w badaniach antropologicznych ludności Śląska (z Kazimierzem Stołyhwą). Publikował na łamach "Przeglądu Antropologicznego".
W połowie lat 30. zajął się psychiatrią. Został lekarzem w Państwowym Zakładzie Psychiatrycznym w Kulparkowie pod Lwowem. Jako lekarz pracował w czasie II wojny światowej; po wojnie osiadł w Gdańsku, gdzie od 1946 był starszym asystentem w Klinice Psychiatrycznej Akademii Lekarskiej, od 1949 adiunktem (w 1950 uczelnię przekształcono w Akademię Medyczną). Przygotowywał tam Pracę habilitacyjną (z pogranicza psychiatrii i antropologii), która - mimo przychylnej opinii m.in. Jana Czekanowskiego - nie została obroniona. W 1952 przeniósł się do Szczecina; bezskutecznie ubiegał się o Katedrę Psychiatrii w Pomorskiej Akademii Medycznej i został ostatecznie dyrektorem Wojewódzkiej Poradni Zdrowia Psychicznego. Przyczynił się do poprawy stanu służb psychiatrycznych w regionie, wyszkolił nowe kadry, uruchomił przychodnie w Stargardzie, Pyrzycach i Goleniowie. W 1963 został przeniesiony na stanowisko zastępcy dyrektora Państwowego Szpitala dla Nerwowo i Psychicznie Chorych w Lubiążu pod Wrocławiem, trzy lata później osiadł w Krakowie, gdzie pracował jako psychiatra w dzielnicowej przychodni zdrowia. Przeszedł na emeryturę we wrześniu 1971.
W latach 1929–1952 był członkiem Komisji Antropologicznej i Prehistorycznej Polskiej Akademii Umiejętności. Ogłosił 23 prace naukowe, m.in. Stan i potrzeby nauki polskiej o Śląsku w zakresie antropologii (z K. Stołyhwą, "Pamiętnik Instytutu Śląskiego", 1936), O korzystnym wpływie przeżyć wstrząsających na przebieg psychoz (1948), Pierwsze doświadczenia z topektomią przedczołową (1950), rozdział Lecznictwo psychiatryczne (w podręczniku Tadeusza Bilikiewicza Psychiatria kliniczna, 1960), Odpowiedzialność sądowa w przypadkach nerwic ("Nowe Prawo", 1962). 
Od 1938 był żonaty z Janiną z Chruścielów, miał córkę Krystynę (ur. 1939), zamężną Król. Został pochowany na cmentarzu w Krakowie-Prokocimiu. Odznaczono go m.in. Srebrnym Krzyżem Zasługi.